# Droga I/11 (Słowacja)
Droga I/11 (słow. Cesta I/11) – droga krajowa I kategorii na Słowacji prowadząca od dawnego przejścia granicznego z Czechami do Žiliny. Arteria jest częścią trasy E75. W przyszłości równolegle do drogi pobiegnie nowoczesna autostrada D3. Wzdłuż prowadzącej przez doliną rzeki Kisuca trasy ciągnie się linia kolejowa prowadząca z Polski i Czech. Droga nr 11 jest jedno-jezdniowa (z wyjątkiem odcinka w Żylinie). Obwodnica miasta Czadca (z tunelem Horelica) powstała w śladzie przyszłej autostrady.